# Hẹn hò ngẫu hứng

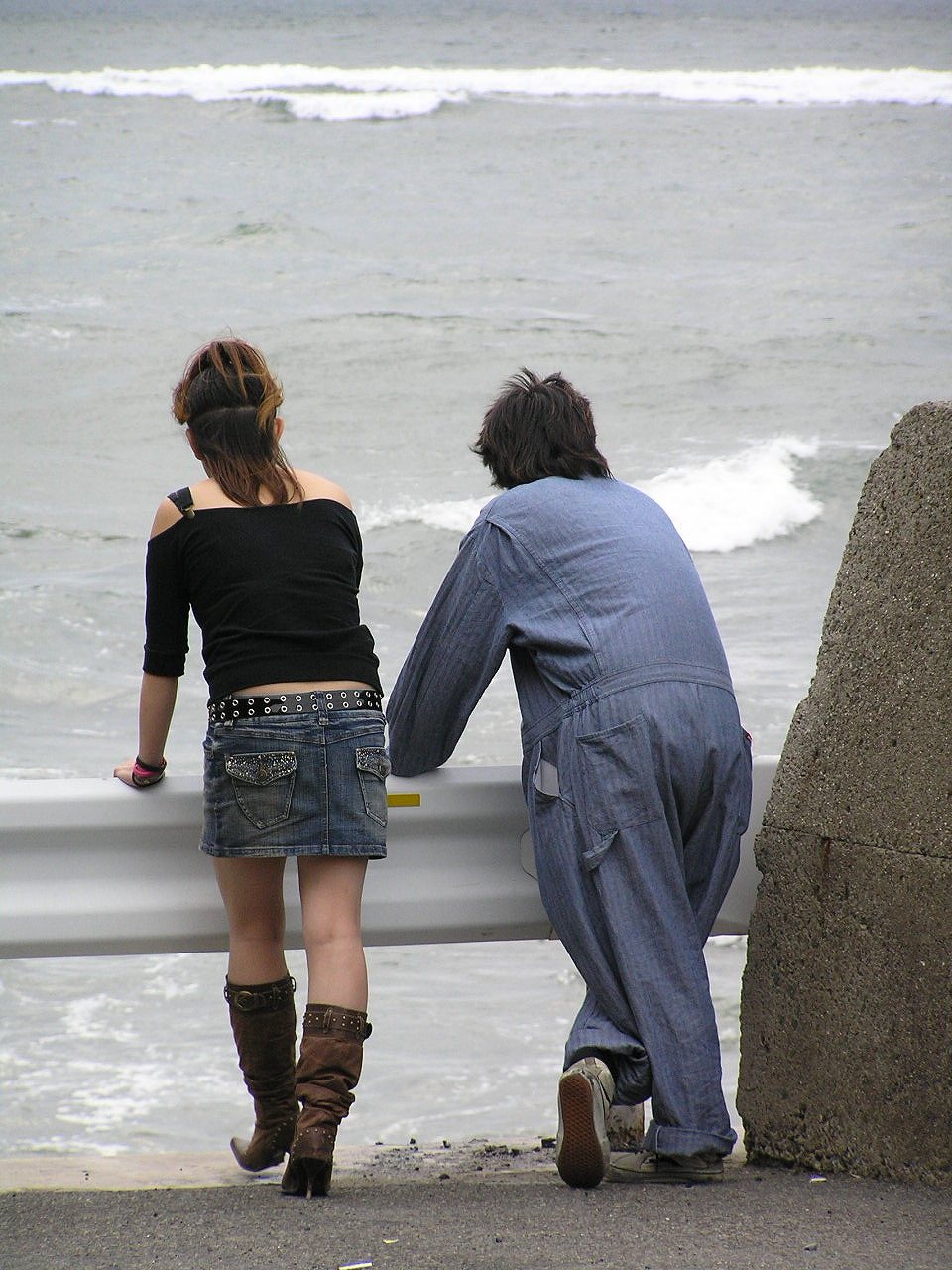
Hẹn hò ở Nhật Bản

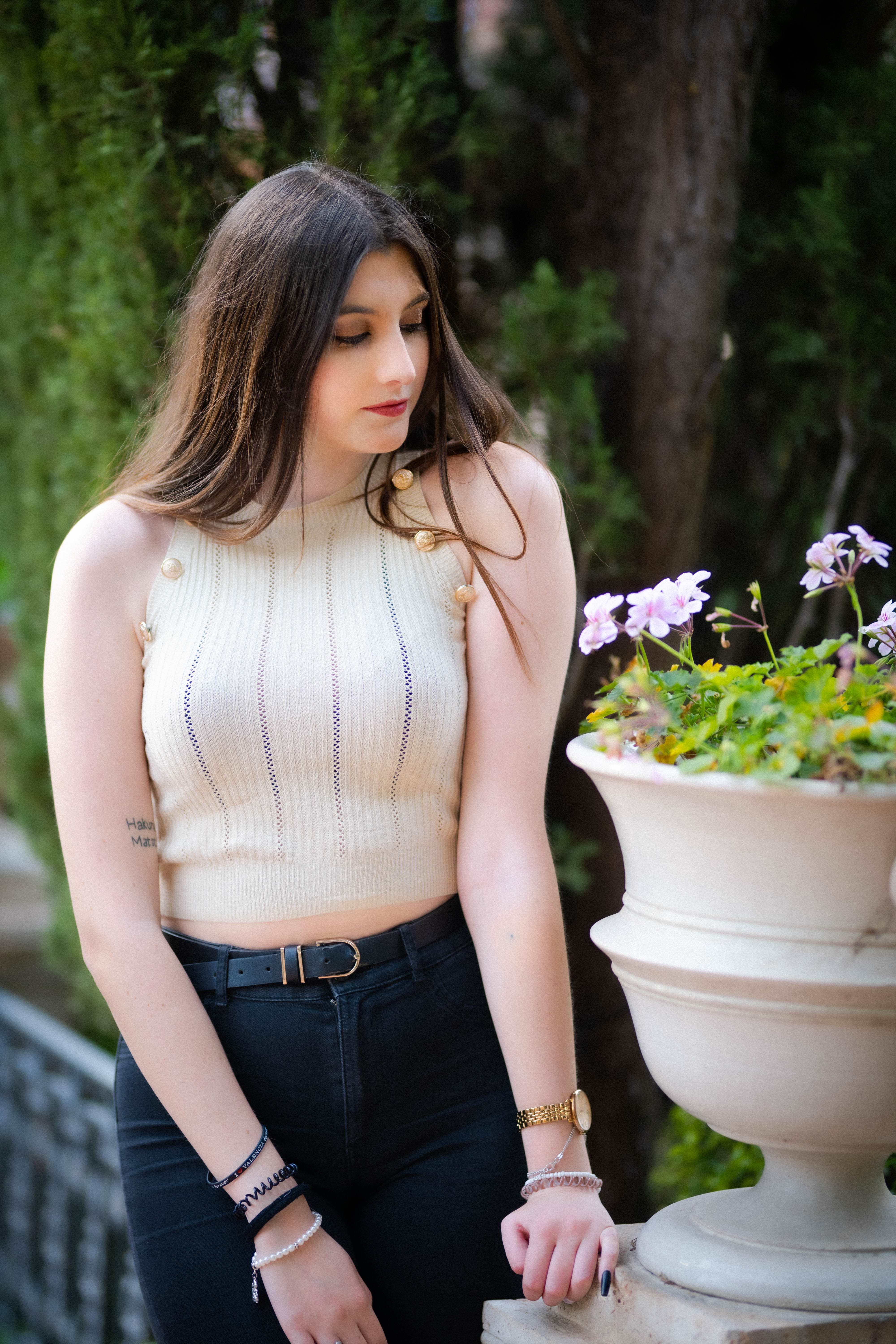
Hẹn hò ngẫu hứng

Hẹn hò ngẫu hứng (Casual dating) hay Hẹn hò cho vui là mối quan hệ thể xác và tình cảm giữa hai người, có thể có quan hệ tình dục khi hứng tình hoặc gần như tiến đến quan hệ thể xác trong khi vẫn chung thủy với nhau mà không nhất thiết phải đòi hỏi hoặc mong đợi những cam kết về một mối quan hệ lãng mạn chính thức hơn. Động cơ cho các mối quan hệ thông thường rất khác nhau. Có sự khác biệt đáng kể về giới tính và văn hóa trong việc chấp nhận và mở rộng các mối quan hệ trên mức bình thường, cũng như sự hối tiếc về hành động hoặc sự không hành động trong những mối quan hệ đó. Hẹn hò cho vui chỉ những cuộc hẹn hoặc gặp gỡ có quan hệ tình dục nhưng không cần cam kết, họ không tìm kiếm một mối quan hệ nghiêm túc, có thể quen một lúc nhiều người và thường có cảm giác rằng mối quan hệ này chỉ có ý định kéo dài miễn là cả hai bên đều mong muốn. Mối quan hệ thông thường đôi khi bao gồm sự hỗ trợ lẫn nhau, tình cảm dâng trào và sự tận hưởng lẫn nhau, hay là bước đầu cho các hình thức quan hệ yêu đương khác.

## Sinh viên
Mối quan hệ "không ràng buộc" thường thấy nhất ở những người trẻ tuổi như sinh viên đại học. Sự thay đổi tâm sinh lý từ thời thơ ấu sang tuổi trưởng thành mang lại nhiều khám phá trong các lĩnh vực khác nhau. Một trong những lĩnh vực này bao gồm các mối quan hệ và hoạt động tình dục. Nghiên cứu của Grello và cộng sự cho thấy rằng, trong hầu hết các trường hợp, học sinh mất trinh ở trường trung học là do quan hệ thân xác từ những mối tình thơ lãng mạn thủa mới lớn. Sau khi quan hệ tình dục, nhiều sinh viên đại học tiếp tục quan hệ tình dục bừa bãi với bạn bè hoặc người cùng lứa mà họ mới quen hoặc mới giao lưu. Một mối quan hệ ngẫu hứng, không giống như một mối quan hệ lãng mạn, rất khó để áp đặt các chuẩn mực, kịch bản và kỳ vọng. Ông Rebecca Plante, phó giáo sư tại Cao đẳng Ithaca, người chuyên nghiên cứu về các mối quan hệ bình thường, cho biết rằng loại mối quan hệ này có thể mang lại lợi ích, nói rằng các mối quan hệ ngẫu hứng có thể tạo ra "một lối thoát lành mạnh cho việc thoã mãn nhu cầu và ham muốn tình dục".
Một cuộc khảo sát 221 sinh viên đại học, cho thấy cả nam và nữ thích hẹn hò truyền thống để qua đêm với nhau. Họ đồng ý về một trong những rủi ro lớn nhất liên quan đến cả hẹn hò và qua đêm chóng vánh: trở nên gắn bó về mặt tình cảm với một đối tác không thích họ. Do vậy, một số người theo đuổi việc hẹn hò cho vui như một cách để bảo vệ bản thân khỏi bị tổn thương, một số người bắt đầu gần gũi từ hẹn hò cho vui thầm mong nhiều hơn. Trong khi một số người đạt kết thúc có hậu (Happy ending), thì những người khác vẫn thích hẹn hò cho vui hơn vì họ vừa thoát khỏi một mối quan hệ nghiêm túc, đang ưu tiên sự nghiệp hoặc vì những lý do khác.
Tác giả J.A. Lee đã định nghĩa hai loại người yêu chính dành cho thanh thiếu niên ở độ tuổi đại học là những người yêu nồng nàn ("Eros") là những người yêu nồng nhiệt, và những người yêu kiểu qua đường "Ludas" hay "Ludic", là những người yêu thích quan hệ chỉ để giải trí, cho vui, cho biết. Những người yêu nồng say "Eros" là những người yêu nhau ngay lập tức hình thành mối quan hệ gần gũi, tình nồng say. Họ yêu vẻ bề ngoài của người khác trước khi xem xét các đặc điểm khác của người đó. Kiểu người yêu này cũng cam kết sẽ có những quan hệ xác thịt với nhay. Vì vẻ bề ngoài là lý do chính khiến họ bị thu hút, nên rất khó để hình thành một mối quan hệ lãng mạn đích thực.
Những kẻ yêu đương trăng hoa ("Ludic") tìm kiếm cảm giác chinh phục cơn thèm khát thể xác và thường bước vào một mối quan hệ hoặc quan hệ qua đường, tình một đêm với rất ít hoặc không có ý định cam kết. Trong hầu hết các trường hợp, họ sẽ có nhiều hơn một đối tác cùng làm tình tại một thời điểm nhất định. Họ cũng thấy khó để cân nhắc một mối quan hệ nghiêm túc.. Việc nốc nhiều rượu, bia và các bữa tiệc ăn chơi trác táng thường diễn ra ở các trường cao đẳng và đại học, Thói lăng nhăng cũng rất phổ biến. Việc ở trong môi trường có nhiều sinh viên thường xuyên có quan hệ tình dục bừa bãi có thể gây áp lực buộc những sinh viên khác phải cũng uống rượu, quan hệ tình dục và hẹn hò vuốt ve khi hứng tình. Các trường cao đẳng và đại học có lượng sinh viên nổi tiếng rượu chè trác táng nhiều hơn dường như cũng có số lượng sinh viên tham gia vào các mối quan hệ thân xác không ràng buộc càng nhiều hơn. Các nhà nghiên cứu đã đấu tranh với ý tưởng rằng "chức năng giải ức chế được nhận thức" dẫn đến lý do tăng hoạt động quan hệ xác thịt.